# Чемпионат Европы по горному бегу 2007
Чемпионат Европы по горному бегу 2007 года прошёл 8 июля на горнолыжном курорте Котре (Франция). Участники соревновались в дисциплине горного бега «вверх». Разыгрывались 8 комплектов наград: по 4 в индивидуальном и командном зачётах. Соревнования проходили среди взрослых спортсменов и юниоров (до 20 лет).
Участники покоряли трассу, проложенную по склону хребта Лис (фр. Crête du Lys) во Французских Пиренеях. На его вершине на высоте 2360 метров над уровнем моря находился финиш всех дистанций. За 2 часа до начала основной программы чемпионата по мужскому маршруту был проведён массовый любительский забег.
Впервые в программу соревнований были включены юниорские забеги среди спортсменов до 20 лет. На старт вышли 192 бегуна (106 мужчин и 86 женщин) из 22 стран Европы. Каждая страна могла выставить до 4 человек в забеги мужчин, женщин и юниоров, а также до 3 человек — в забег юниорок. Командное первенство подводилось по сумме мест трёх лучших участников у мужчин, женщин и юниоров и двух лучших участниц — у юниорок.
Анна Пихртова из Чехии не смогла защитить титул чемпионки Европы. Тем не менее, несмотря на травмы, полученные в дорожной аварии восемь месяцев назад, она смогла восстановиться и занять второе место. Золотую и бронзовую медали выиграли норвежки Анита Эвертсен и Кирстен Уттербю соответственно. Они стали первыми призёрами чемпионата Европы по горному бегу в истории своей страны.
Первую победу для Турции одержал Ахмет Арслан. Он всего на 11 секунд опередил четырёхкратного чемпиона мира Марко Де Гаспери и на 30 секунд — двукратного чемпиона Европы Марко Гайярдо.

## Расписание
| Дата        | Время | Забег   |
| ----------- | ----- | ------- |
| 8 июля 2007 | 10:00 | Юниорки |
| 8 июля 2007 | 10:00 | Юниоры  |
| 8 июля 2007 | 10:45 | Женщины |
| 8 июля 2007 | 11:30 | Мужчины |

Время местное (UTC+2)

## Призёры
Курсивом выделены участники, чей результат не пошёл в зачёт команды

### Мужчины и юниоры
| Дисциплина                                 | Золото                                                                       | Золото   | Серебро                                                                   | Серебро | Бронза                                                          | Бронза   |
| ------------------------------------------ | ---------------------------------------------------------------------------- | -------- | ------------------------------------------------------------------------- | ------- | --------------------------------------------------------------- | -------- |
| 12,8 км перепад высот: +1570 м −130 м      | Ахмет Арслан Турция                                                          | 1:08.39  | Марко Де Гаспери Италия                                                   | 1:08.50 | Марко Гайярдо Италия                                            | 1:09.09  |
| 12,8 км (команды)                          | Италия · Марко Де Гаспери · Марко Гайярдо · Габриэле Абате · Мауро Ланфранки | 15 очков | Франция · Раймон Фонтен · Жан-Кристоф Дюпон · Жюльен Ранкон · Жиль Сегрис | 31 очко | Германия · Йозеф Беха · Тимо Цайлер · Маркус Йенне · Карло Шуфф | 36 очков |
| Юниоры 8,5 км перепад высот: +1010 м −10 м | Мехмет Аккоюн Турция                                                         | 48.27    | Эмрах Акалын Турция                                                       | 48.35   | Махмут Оручлу Турция                                            | 48.40    |
| Юниоры 8,5 км (команды)                    | Турция · Мехмет Аккоюн · Эмрах Акалын · Махмут Оручлу · Гёкхан Дурер         | 6 очков  | Германия · Мануэль Штёккерт · Рене Штёккерт · Йоханнес Кёнляйн            | 21 очко | Италия · Алекс Бальдаччини · Эмануэле Рампа · Андреа Табакки    | 34 очка  |

### Женщины и юниорки
| Дисциплина                              | Золото                                                                                        | Золото   | Серебро                                                                  | Серебро  | Бронза                                                                                 | Бронза   |
| --------------------------------------- | --------------------------------------------------------------------------------------------- | -------- | ------------------------------------------------------------------------ | -------- | -------------------------------------------------------------------------------------- | -------- |
| 8,5 км перепад высот: +1010 м −10 м     | Анита Эвертсен Норвегия                                                                       | 51.45    | Анна Пихртова Чехия                                                      | 52.34    | Кирстен Уттербю Норвегия                                                               | 52.56    |
| 8,5 км (команды)                        | Швейцария · Мартина Штрель · Анжелин Жоли-Флюкигер · Бернадетт Майер · Фабиола Руэда-Опплигер | 17 очков | Чехия · Анна Пихртова · Ива Милесова · Павла Гавлова · Татьяна Метелкова | 22 очка  | Италия · Виттория Сальвини · Мария Грация Роберти · Элиза Деско · Антонелла Конфортола | 29 очков |
| Юниорки 4 км перепад высот: +450 м −0 м | Люция Кркоч Словения                                                                          | 23.33    | Керстин Штрауб Германия                                                  | 23.58    | Ханна Бейтсон Великобритания                                                           | 24.50    |
| Юниорки 4 км (команды)                  | Великобритания · Ханна Бейтсон · Блу Хейвуд · Хизер Тимминс                                   | 8 очков  | Австрия · Анита Байерль · Таня Эберхарт                                  | 10 очков | Словения · Люция Кркоч · Катя Косматин                                                 | 13 очков |

## Медальный зачёт
Медали завоевали представители 10 стран-участниц.
 Принимающая страна
| Место | Страна         | Золото | Серебро | Бронза | Всего |
| ----- | -------------- | ------ | ------- | ------ | ----- |
| 1     | Турция         | 3      | 1       | 1      | 5     |
| 2     | Италия         | 1      | 1       | 3      | 5     |
| 3     | Великобритания | 1      | 0       | 1      | 2     |
| 3     | Норвегия       | 1      | 0       | 1      | 2     |
| 3     | Словения       | 1      | 0       | 1      | 2     |
| 6     | Швейцария      | 1      | 0       | 0      | 1     |
| 7     | Германия       | 0      | 2       | 1      | 3     |
| 8     | Чехия          | 0      | 2       | 0      | 2     |
| 9     | Австрия        | 0      | 1       | 0      | 1     |
| 9     | Франция        | 0      | 1       | 0      | 1     |
| Всего | Всего          | 8      | 8       | 8      | 24    |